# Stana Katić
Stana Katić (/ˈstɑːnə ˈkætɨk; Hamilton, Ontario, Canadá, 26 de abril de 1978) es una actriz canadiense de origen serbio, conocida por interpretar a la detective Kate Beckett en la serie de televisión Castle (2009-2016) y a la exagente del FBI Emily Byrne en la serie Absentia.
En 2015 fue ganadora del premio People's Choice Awards a mejor actriz dramática de televisión.

## Biografía
Nacida en Hamilton, Ontario, de padres yugoslavos (madre croata y padre serbio), que posteriormente emigraron a Canadá. Posteriormente, su familia se trasladó a Aurora, Illinois. Pasó sus primeros años moviéndose entre Canadá y Estados Unidos. Tras graduarse en el West Aurora High School en 1996, estudió actuación en la escuela Goodman School of Drama de la Universidad DePaul. Tiene cinco hermanos (uno fallecido en extrañas circunstancias) y dos hermanas, siendo ella la mayor. Stana se casó con su novio Kris Brkljac, que trabaja como consultor de negocios en Croacia, en abril de 2015 en Dalmacia, Croacia. Su hijo nació a finales de 2021.
Además de inglés, habla serbio, francés e italiano.[cita requerida]

## Carrera

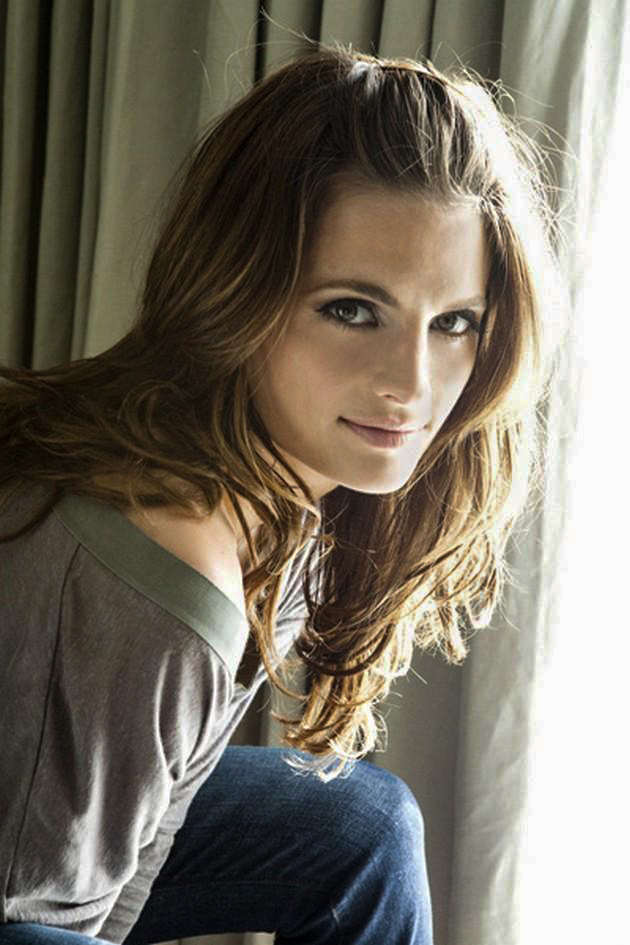
Fotografía de Stana Katic tomada por Tyler Parker (2010)

Stana interpretó el personaje de Hana Gitelman en Héroes, el de Collete Stenger en 24 (temporada 5) y el de Jenny en El juego del amor, película protagonizada por Morgan Freeman. También interpretó a Morgenstern en la película de Frank Miller, The Spirit; Corrine Veneau en la película de James Bond, Quantum of Solace (aunque originalmente seleccionada para el papel de Strawberry Fields en la película); y Simone Renoir en La maldición del cáliz de Judas, la tercera entrega de la saga televisiva El bibliotecario.
En agosto de 2008, la ABC anunció la adquisición de Castle, con Stana como Kate Beckett y Nathan Fillion como Richard Castle. Katić interpreta a la detective Katherine Beckett, quien se ve obligada a aceptar que el escritor la "siga" y observe su trabajo. Pronto se convierte en su musa y en la inspiración para una nueva serie de libros. La trama se enfoca en la resolución de diversos crímenes y en el progreso de la relación entre los protagonistas.
En el verano de 2010 empezó a filmar For Lovers Only con los hermanos Polish en Francia, y The Double (La sombra de la traición en España) con Richard Gere.
Trabajó como miembro del jurado entre el 29 de mayo y el 5 de junio de 2011, en el Festival de Cine de Zlín, donde For Lovers Only hizo su estreno mundial. Trabajó en otra película, Big Sur, en la que interpreta a Lenore Kandel. En la Comic-Con de 2011 en San Diego, hubo un anuncio oficial en la revista Entertainment Weekly, de que se convertiría en la voz de Talia al Ghul en Batman: Arkham City. También hizo una película llamada CBGB que cuenta la historia de un local neoyorquino de los años 70 llamado CBGB.
En el año 2014 ganó su primer premio del People´s Choice Awards por su actuación en Castle, donde interpreta a Kate Beckett, siendo la primera vez que estaba nominada como actriz, y ganando el premio de mejor actriz de una serie dramática y, por tercera vez, el de mejor serie, Castle. Además, en 2015 comenzó el año ganando el premio de actriz, de serie y consiguiendo a su vez su co-star Nathan Fillion el premio a mejor actor.
En 2016 Katic filma una película junto a Michelle Trachtenberg, Troian Bellisario,  y Jess Weixler llamada Sister Cities.
Fue la protagonista de la serie de televisión Absentia desde 2017 hasta 2020, cuando la serie finalizó tras 3 temporadas.

## Filmografía

### Cine
| Año  | Película                                  | Papel                          | Director             | Notas        |
| ---- | ----------------------------------------- | ------------------------------ | -------------------- | ------------ |
| 1999 | Acid Freaks                               | Annie                          | Philippe H. Bergeron | Cortometraje |
| 2003 | Shut-Eye                                  | Angela                         | John Covert          |              |
| 2005 | Combate a muerte                          | Marianne                       | Jesse Johnson        |              |
| 2007 | El Juego del Amor                         | Jenny                          | Robert Benton        |              |
| 2008 | The Librarian: Curse of the Judas Chalice | Simone Renoir                  |                      |              |
| 2008 | Stiletto                                  | Raina                          | Nick Vallelonga      |              |
| 2008 | Quantum of Solace                         | Corinne Veneau                 | Marc Forster         |              |
| 2008 | The Spirit                                | Morgenstern                    | Frank Miller         |              |
| 2010 | Truth About Kerry                         | Emma                           | Katherine Torpey     |              |
| 2011 | For Lovers Only                           | Sofia                          | Michael Polish       |              |
| 2011 | La sombra de la traición                  | Amber                          | Michael Brandt       |              |
| 2013 | Big Sur                                   | Lenore Kandel                  | Michael Polish       |              |
| 2013 | Superman: Unbound                         | Lois Lane (Voz)                | James Tucker         | Rol de voz   |
| 2013 | CBGB                                      | Genya Ravan                    | Randall Miller       |              |
| 2016 | Sister Cities                             | Carolina                       | Sean Hanish          |              |
| 2016 | The Rendezvous                            | Rachel Rozman                  | Amin Matalqa         |              |
| 2017 | Perdido en Florencia                      | Anna                           | Evan Oppenheimer     |              |
| 2018 | Cadáver                                   | Lisa Roberts                   | Diederik Van Rooijen |              |
| 2019 | A Call to Spy                             | Vera Atkins                    | Lydia Dean Pilcher   |              |
| 2021 | Justice Society: World War II             | Diana Prince / Mujer Maravilla | Jeff Wamester        | Rol de voz   |
| 2023 | Justice League: Warworld                  | Diana Prince / Mujer Maravilla | Jeff Wamester        | Rol de voz   |
| 2024 | Justice League: Crisis on Infinite Earths | Diana Prince / Mujer Maravilla | Jeff Wamester        | Rol de voz   |

### Televisión
| Año       | Título                                    | Rol                        | Episodio/s                           |
| --------- | ----------------------------------------- | -------------------------- | ------------------------------------ |
| 2004      | Alias                                     | Asistente de vuelo         | Fachada                              |
| 2004      | L.A. Dragnet                              | Miriam Nelson              | Retribution                          |
| 2004      | The Handler                               | Mariella                   | Bleak House                          |
| 2004      | The shield: al margen de la ley           | Ayla                       | Todos dentro y Cuesta abajo          |
| 2004      | JAG                                       | Lucienne Charmoli          | Esto acaba de llegar de Bagdad       |
| 2005      | The Closer                                | Nadia                      | Una visión amplia                    |
| 2005      | ER                                        | Blaire Collins             | La culpa es de la lluvia y Despierta |
| 2006      | Dragon Dynasty                            | Ava                        | Telefilme                            |
| 2006      | 24                                        | Collette Stenger           | Día 5: 7:00 – 10.00 p.m.             |
| 2006      | Cinco hermanos                            | Karen Wells                | Patriarca                            |
| 2006      | Faceless                                  | Diana Palos                | Telefilme                            |
| 2007      | Company Man                               | Donna Baker                | Telefilme                            |
| 2007      | Heroes                                    | Hana Gitelman              | Inesperado y Five years gone         |
| 2007      | CSI: Miami                                | Rita Sullivan              | Deep Freeze                          |
| 2007      | The Unit                                  | Agente especial Debra Lane | Binary Explosion                     |
| 2008      | Would Be Kings                            | Julianna Martinelli        | Miniserie                            |
| 2008      | The Librarian: Curse of the Judas Chalice | Simone Remoir              | Telefilme                            |
| 2009-2016 | Castle                                    | Kate Beckett               | Protagonista                         |
| 2012      | Fletcher Drive                            | Greta                      | The Intervention                     |
| 2017-2020 | Absentia                                  | Agente Emily Byrne         | Protagonista                         |

### Videojuegos
| Año  | Título              | Rol           | Notas |
| ---- | ------------------- | ------------- | ----- |
| 2011 | Batman: Arkham City | Talia al Ghul | Voz   |